# Brigetio (Municipium)
Brigetio war eine römische Donaustadt auf dem Gebiet der heutigen nordungarischen Stadt Komárom im Komitat Komárom-Esztergom. Wahrscheinlich schon vor 205 n. Chr. wurde der Ort zum Municipium erhoben. Den Aufstieg zu einer bedeutenden Stadt verdankte Brigetio neben dem zivilen Schiffsverkehr auf der Donau der Heer- und Handelsstraße entlang des Flusses sowie dem Legionslager Brigetio, dessen Besatzung einen nicht unerheblichen Anteil am wirtschaftlichen Umsatz ausmachte.

## Allgemeine Stadtgeschichte

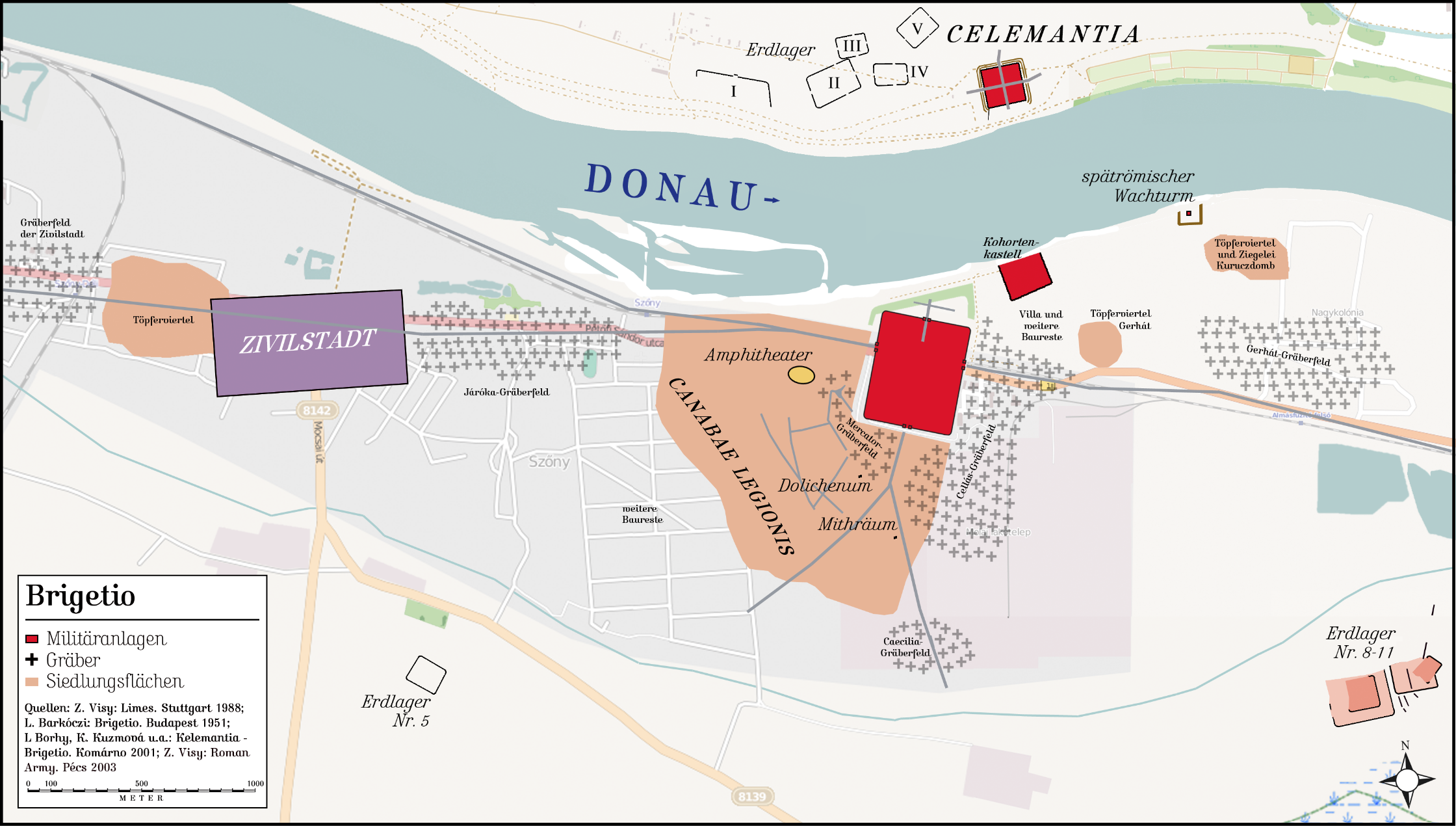
Lageplan der Militäranlagen und zivilen Strukturen von Brigetio

Zunächst entwickelte sich rund um das weiter östlich gelegene Legionslager ein Lagerdorf (Canabae legionis), dessen Bewohner vielfach in unmittelbarem Kontakt mit der Truppe standen beziehungsweise von ihrer Anwesenheit lebten. Speziell an der West- und Südseite der Fortifikation konnten Reste der zivilen Bebauung festgestellt werden. Von den öffentlichen Bauten dieser Ansiedlung sind der Dolichenustempel sowie ein Mithrasheiligtum bekannt. Daneben nahm das westlich des Kastellgrabens gelegene Amphitheater eine besondere Stellung im Leben der Garnison und der Stadt Brigetio ein. Anlässlich ihrer Reise entlang der Donau beschrieben Richard Pococke (1704–1765) und dessen Cousin Jeremiah Milles (1714–1784) das damals noch gut erhaltene Bauwerk eingehend. Heute ist an dem Platz nichts mehr davon zu sehen. Der Bau ist auch ein Zeichen für die wachsende Bedeutung des Ortes. Nördlich des Amphitheaters konnte ein verschwenderisch mit Stuckaturen und Fresken ausgestattetes Wohnhaus untersucht werden.
Die eigentliche, seit 1992 erforschte Zivilstadt, die schon vor 205 n. Chr. zum Municipium erhoben wurde und damit Stadtrechte erhielt, entstand rund 2 Kilometer westlich des Lagerdorfes und liegt unter der zu Komárom eingemeindeten Ortschaft Szőny). Der rechteckige Grundriss dieser Stadt war von Anfang an geplant. Als Annäherungshindernis besaß sie eine eigene Stadtmauer, hinter der, wie am Legionslager, ein Erddamm angeschüttet war, auf dem der Wehrgang lag. Aus dem Stadtgebiet sind neben etlichen kostbar ausgestatteten Privathäusern auch öffentliche Gebäude bekannt. Der Augustale Quintus Ulpius Felix stiftete dem Heilgott Apollo und der Göttin der Gesundheit Hygieia einen Tempel, den er später mit einer Portikus erweiterte. Die Bauinschrift an diesem Vorbau datiert in das letzte Regierungs- und Lebensjahr des Kaisers Caracalla (211–217).
Wie das Kastell wurde auch die Stadt während der Markomannenkriege 169 oder kurz darauf zerstört und konnte sich erst in den letzten 10 bis 15 Jahren des 2. Jahrhunderts von der Katastrophe erholen, obwohl der Handel mit importierter Terra Sigillata aus dem Rheinland während des Krieges nicht zusammenbrach. 293 erfolgte der Angriff der Quaden, bei dem Brigetio erneut zerstört wurde. Wie das geborgene Münzmaterial zeigte, funktionierte nach diesem zweiten Angriff der Geldverkehr jedoch bereits in den unmittelbar darauffolgenden Jahren wieder ungestört. Südlich des Legionslagers, an einer Stelle, die zu keiner Zeit bewohnt war, kam 1959 ein spätantiker Hortfund mit 118 Aurei aus dem Boden. Diese Münzen stammen aus den Regierungszeiten der Kaiser Nero (54–68) bis Julian (360–363) und stehen möglicherweise mit einem weiteren Barbarenangriff in Verbindung.

Funde aus Brigetio
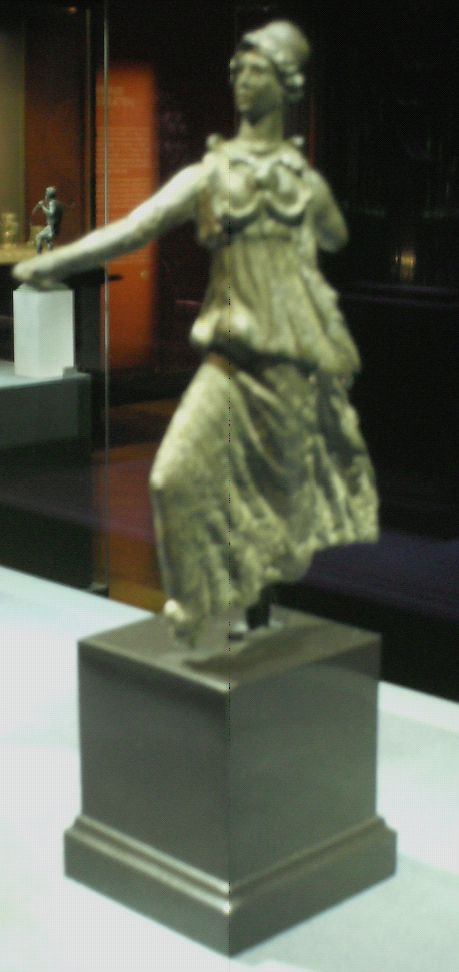
Statuette der Göttin Minerva
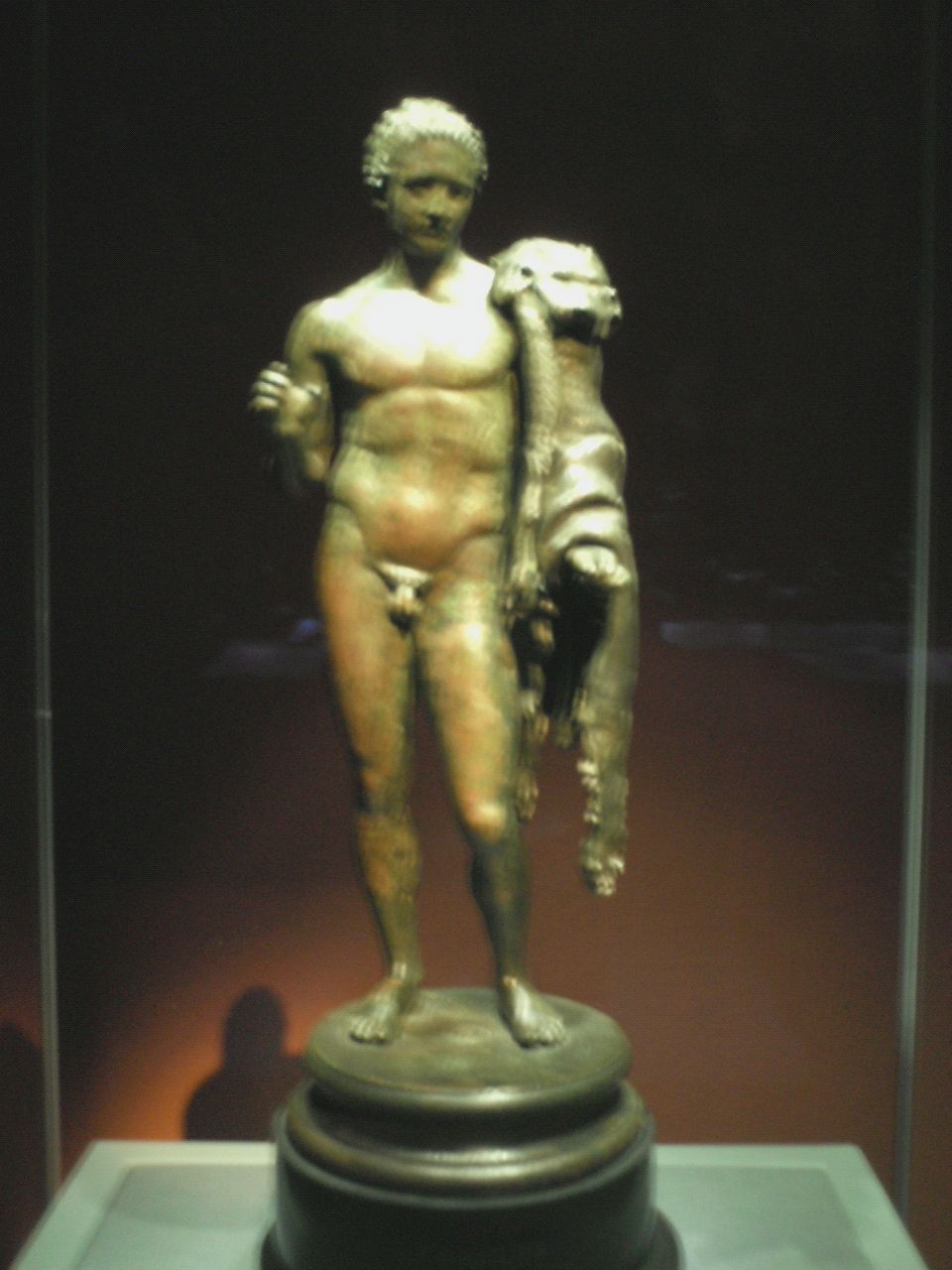
Statuette des Herkules
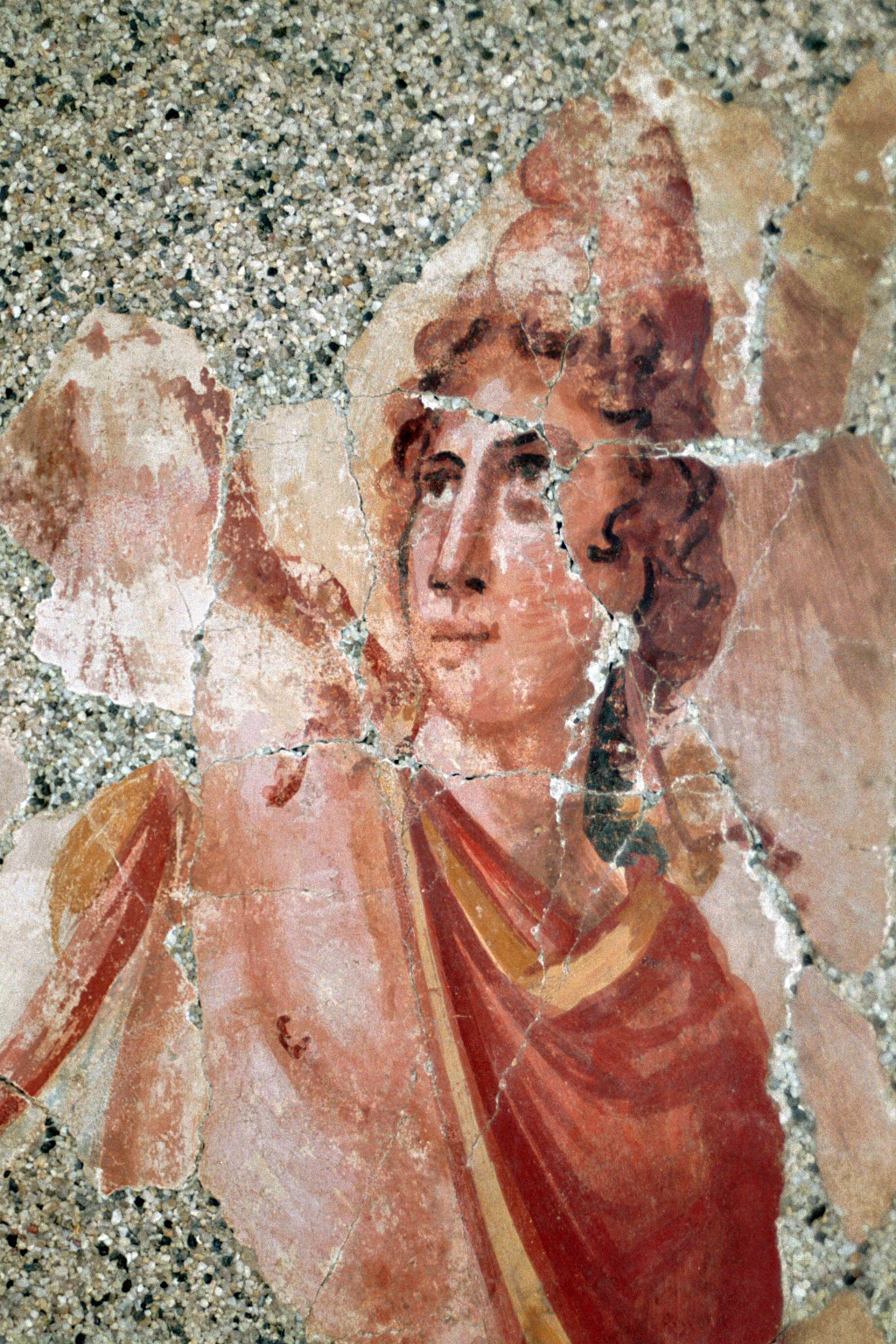
Mittelkaiserzeitliches Fresko aus einem Privathaus

## Gräberfelder

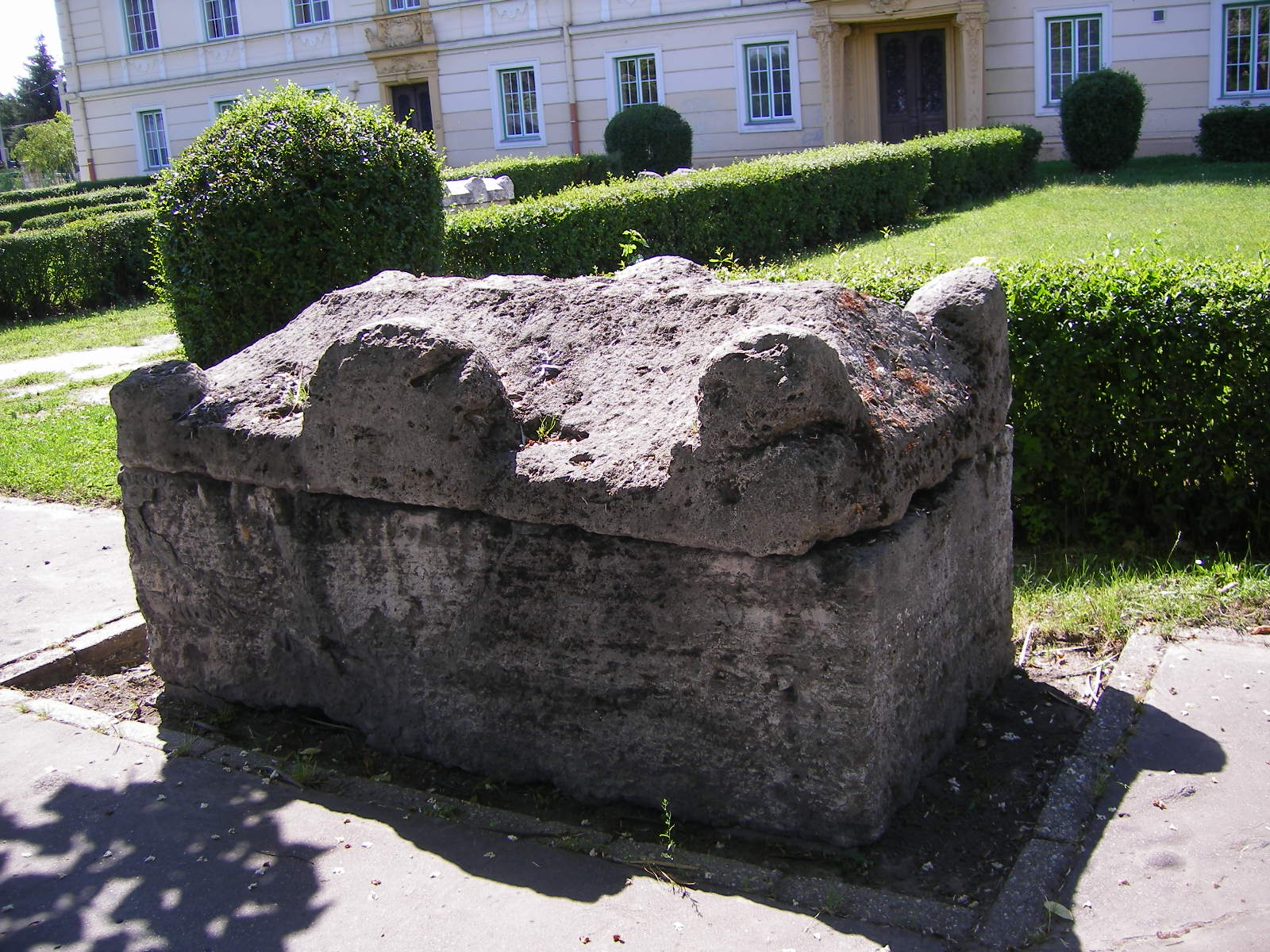
Ein römischer Sarkophag am Freiheitsplatz

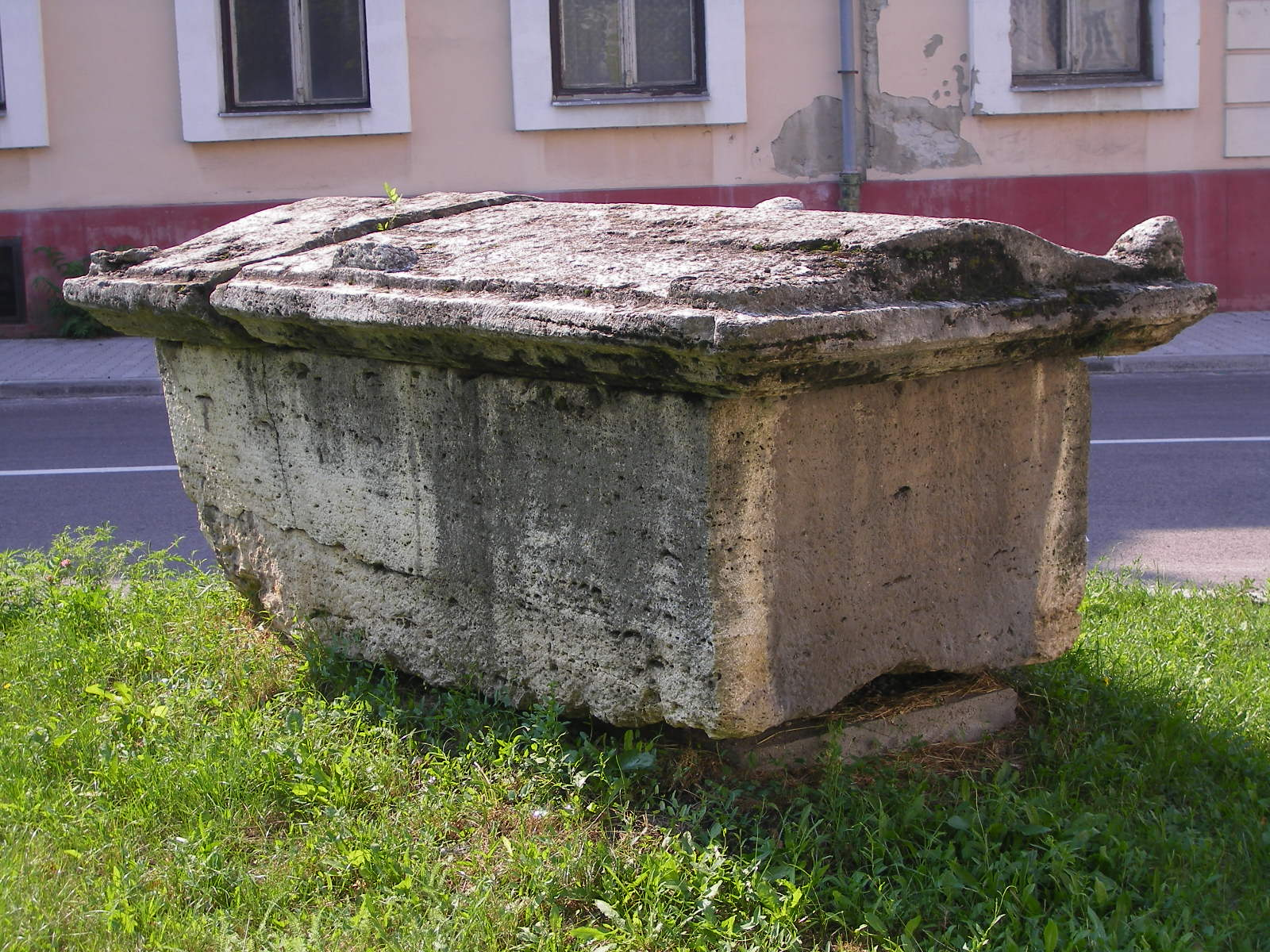
Ein römischer Sarkophag am St.-Stefans-Platz

Die Gräberfelder lagen sowohl entlang der Limesstraße zwischen der Stadt und der Canabae als auch an den südlichen und östlichen Ausfallstraßen des Legionslagers. Aus ihnen ist reiches Fundmaterial bekannt. Im östlich des Kastells gelegenen Gerhát-Gräberfeld, das zwischen dem gleichnamigen Legionstöpferviertel an der Donau und der Limesstraße lag, entdeckten Barkóczi und Radnóti mehr als 100 Gräber. Östlich des Muncipiums befand sich das sogenannte „Járóka-Gräberfeld“ und westlich der Stadt lagen nach Barkóczi noch zwei weitere Begräbnisstätten. Die Nutzung dieser Bestattungsflächen endete zeitgleich mit den zum Lagerdorf gehörenden, südwestlich (sog. „Mercator-Gräberfeld“) und südlich (sog. „Caecilia-“Gräberfeld) des Legionslagers nachgewiesenen Friedhöfen um 260 n. Chr. Der spätantike Friedhof von Cellás entstand 200 Meter südöstlich der Südostecke des Lagers und wurde 1929 von Paulovics untersucht. Anhand dieser späten Gräber ließ sich nachweisen, dass die besiedelte Fläche Brigetio's am Ende des 4. Jahrhunderts zwar schon stark geschrumpft war, es aber noch bis in das 5. Jahrhundert bewohnt war.
Zu den mehrfach in den Fachpublikationen zitierten Befunden aus dem Gerhát-Gräberfeld zählen auch zwei Pferdebestattungen des 2. Jahrhunderts n. Chr.

## Funde

### Glas
In Brigetio kamen Fragmente eines spätantiken Diatretglases zu Tage. Gläser dieser Art gehören zu den kostbarsten Produkten der römischen Glasindustrie und waren nur für eine reiche Oberschicht erschwinglich.

### Keramik
Ein Medaillon aus Terrakotta zeigt eine Darstellung des Meleagros, was zu der Vermutung führte, dieses könne auf ein von dem klassischen griechischen Dramatiker Euripides gestaltetes Drama über Meleagros hinweisen, das in einem örtlichen, bisher unbekannten Theater, hätte aufgeführt werden können.

### Allegorisches Deckenfresko

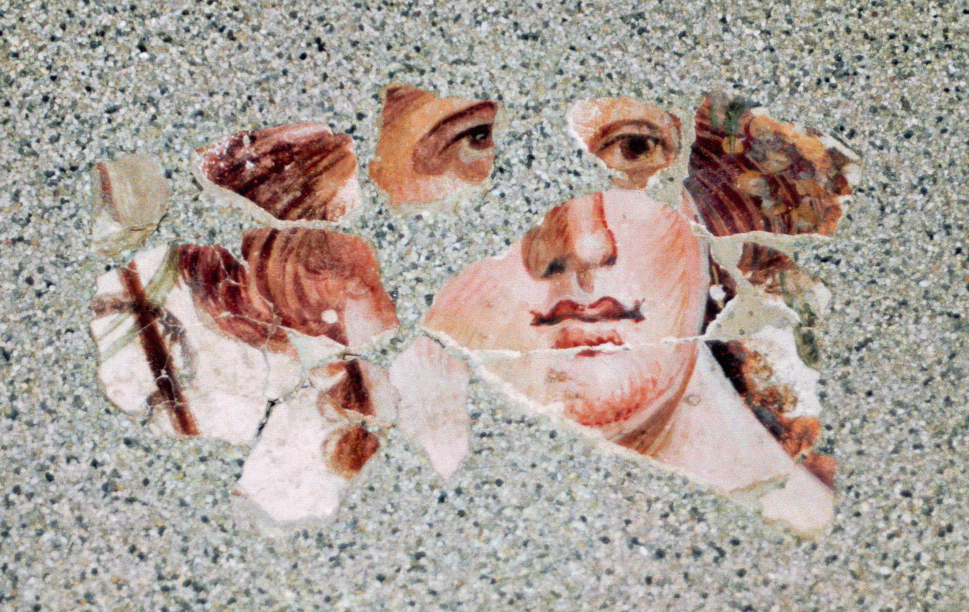
Eine der Jahreszeiten auf dem 1992 entdeckten Deckenfresko

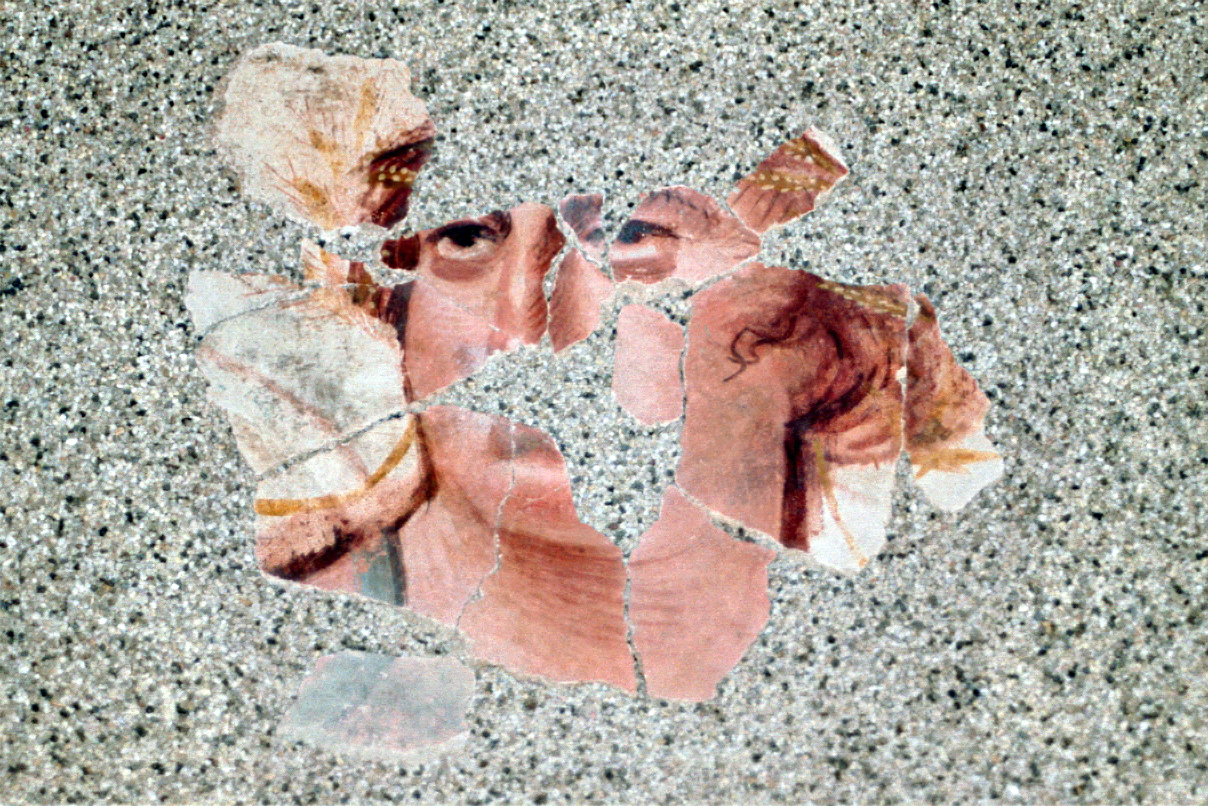
Eine weitere der Jahreszeiten

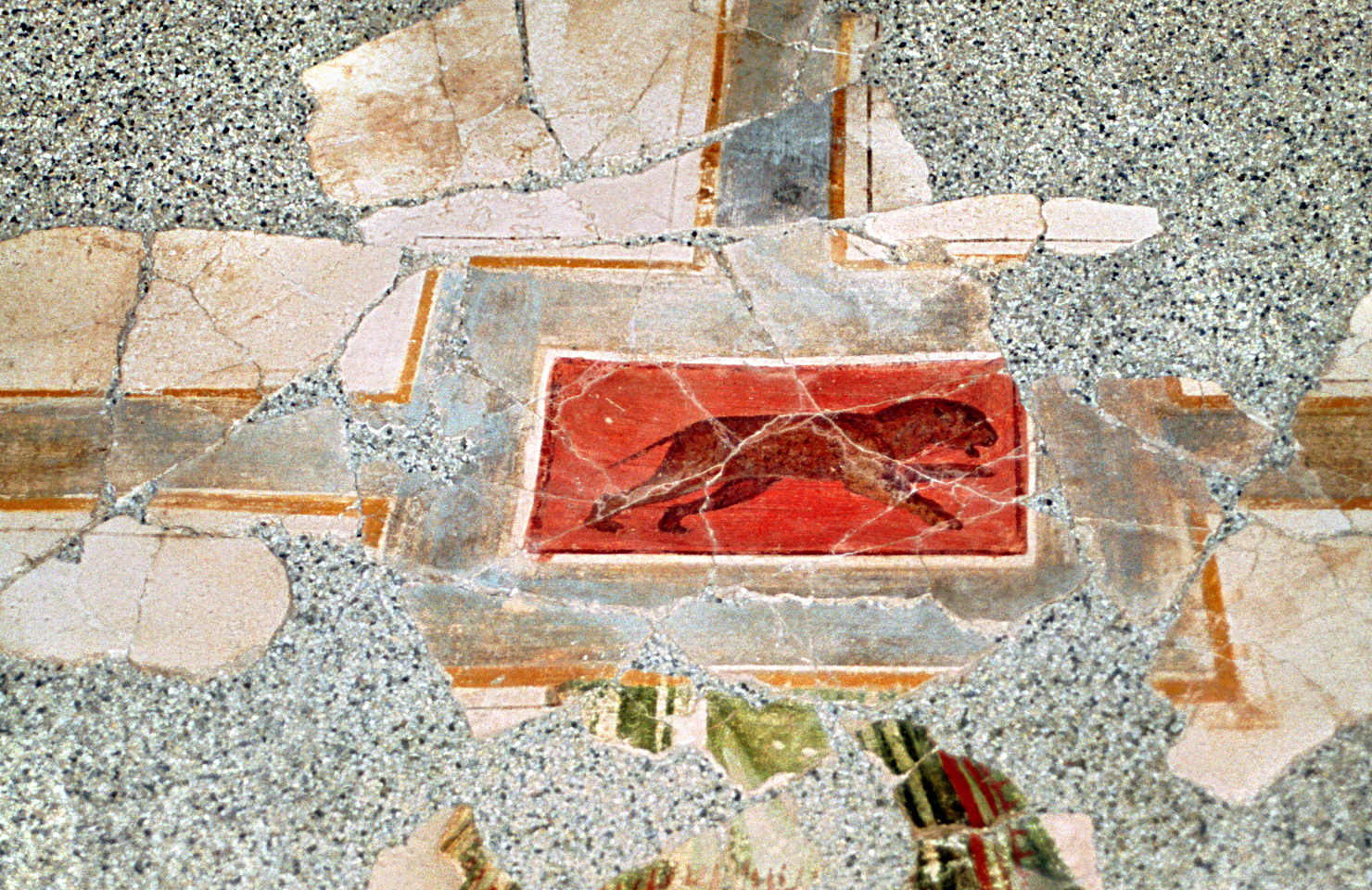
Eine der vier Pantherdarstellungen

1992 wurden im Zentrum des einstigen Municipiums am heutigen Marktplatz (Vasater) mehrere römerzeitliche Häuser mit Heizkanälen und Terrazzofußböden angeschnitten. Eines der mehrphasigen Gebäude wurde fast vollständig freigelegt. In einem seiner Räume kamen unter anderem Reste von großflächigen Wandmalereien in einer 60 Zentimeter hohen Lehmaufschüttung ans Tageslicht. Im Zuge der Grabung konnten zusammenhängende Flächen erkannt werden, die mit Figuren sowie geometrischen und pflanzlichen Motiven dekoriert waren. Die Malereien waren ursprünglich auf einem Tonnengewölbe und teilweise auch auf den Seitenwänden des Raumes aufgetragen. Das Gemälde entstand in der letzten Bauphase des Hauses, nach Terra Sigillata-Funden zu urteilen wohl im späten 2. Jahrhundert. Die oberen Fundschichten enthielten Münzen aus severischer Zeit (Elagabal, Severus Alexander).
In der Mitte konnte ein Medaillon erkannt werden, das an den Rändern mit hellblauen, weißen und roten Kreislinien eingefasst war. In der Mitte ist eine schwebende, halbnackte Frauengestalt neben einem sich aufbäumenden Pferd dargestellt. Die Frau ist nur mit einem wehenden grünen Mantel bekleidet. Der Pferdekörper ist der Frauengestalt zugewandt, wobei das am Zügel gehaltene Tier nach hinten blickt.
In den Ecken sind auf roten, quadratischen Feldern die Personifikationen der vier Jahreszeiten (horae) als Büsten wiedergegeben. Die Symbole für die Jahreszeiten
- Blumenkranz = Frühjahr,
- Ähre = Sommer,
- Weintraube = Herbst,
- Tuch = Winter,

sind jeweils an den Köpfen angebracht. Am Rand des Gewölbes verlaufen in quadratischer Form vier blaue Streifen. In der Mitte befinden sich Panther (felina), die nach rechts schreitend aufgemalt wurden. Unter allen vier Pantherdarstellungen ist ein grünes, mit roten Bändern verziertes Vorhangmotiv zu erkennen. An der Unterseite werden sie durch einen 10 cm breiten Streifen abgeschlossen, der einst die Wölbung der Decke abschloss.
Das Deckengemälde hat die allegorische Darstellung der Zeit und deren zyklische Wechsel zum Thema. Darüber hinaus soll darauf auch die antike Ansicht der kosmischen Weltordnung dargeboten werden. Ersterem dienen die Darstellungen der vier Jahreszeiten, letztere die des Himmels, dessen beide Sphären Luft (äer) mit der Farbe Blau und Äther (Aether) Rot symbolisiert sind. Der Himmel wird durch die Vorhänge vom Irdischen getrennt (in gnostischen Quellen als katapesma = das die irdischen von den himmlischen Aionen [Ewigkeit] trennende Motiv, bezeichnet), die vier Panther darüber stellen die Himmelsrichtungen dar. Auf der Innenseite wird – mit den Worten von Marcus Tullius Cicero – der „letzte, oberste, alle bekrönende und zusammenhaltende Komplex“ (caeli ultimus, altissimus, omnia cingens et coercens complexus), der Äther in einem Feuerkreis (pyr technikon) abgebildet. Darüber breitet sich die Dunkelheit (nyx) aus, in der sich die Fixsterne befinden. Die Frauengestalt personifiziert das Sternbild Andromeda, das Pferd (equus) den Pegasus. Der im Wind flatternde Mantel von Andromeda und die kreisförmige Bewegung des Pferdes stehen für das Schweben in einem unsichtbaren klaren Element, das in den antiken Quellen als klar (clarus) oder rein (purus) beschrieben wird.

## Fundverbleib

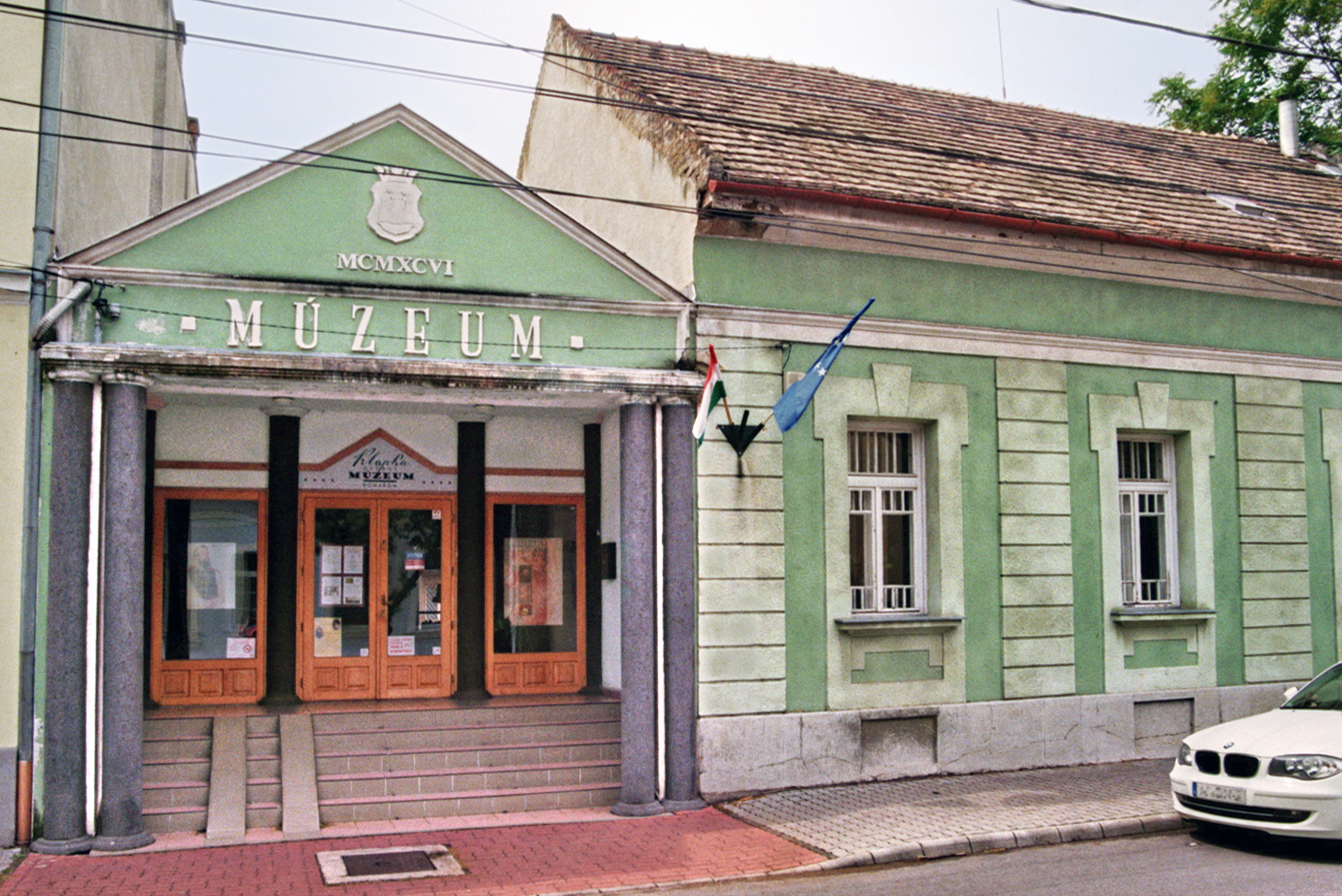
Das György Klapka Múzeum im ungarischen Teil von Komárom

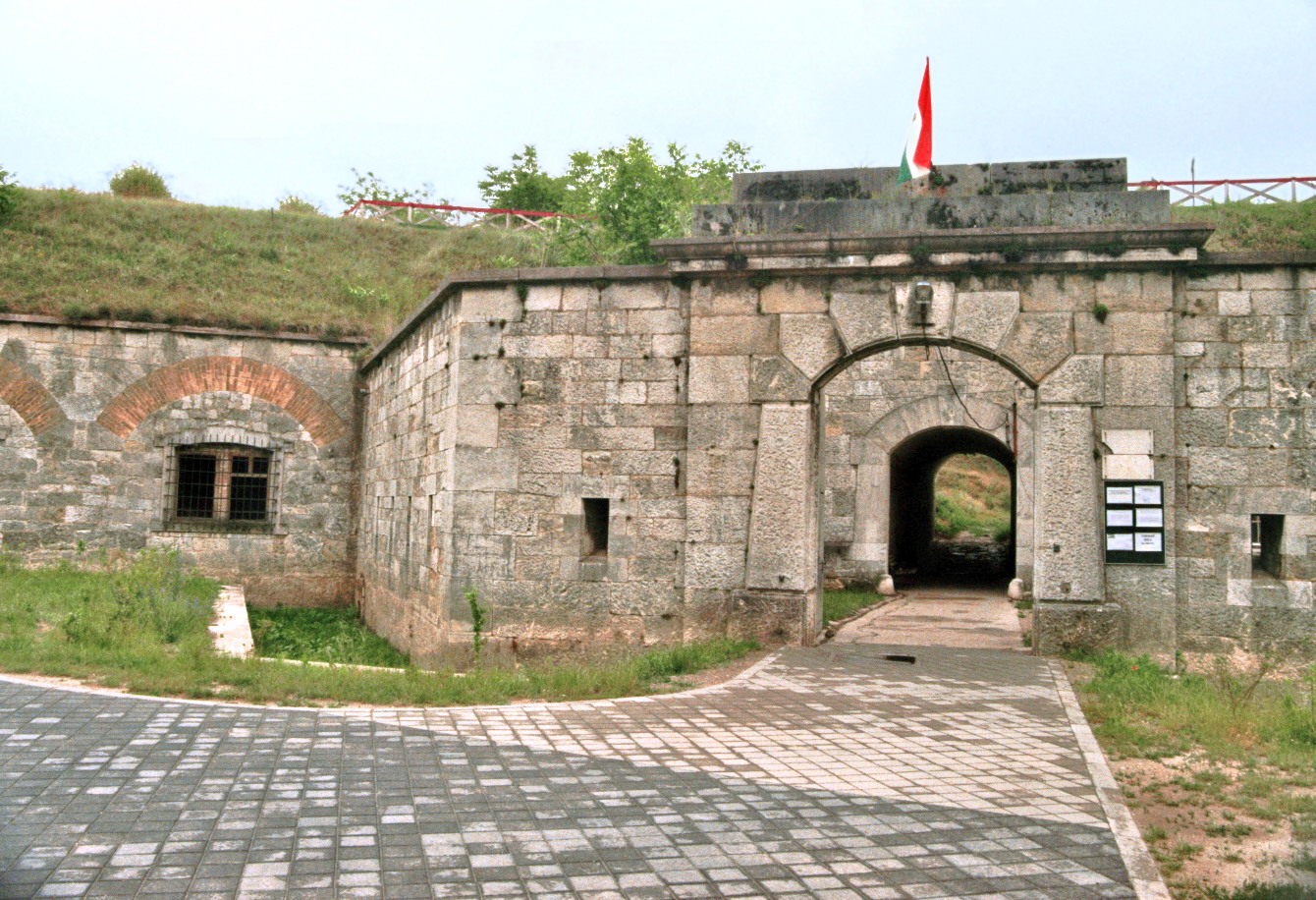
Fort Igmánd beherbergt ein Lapidarium.

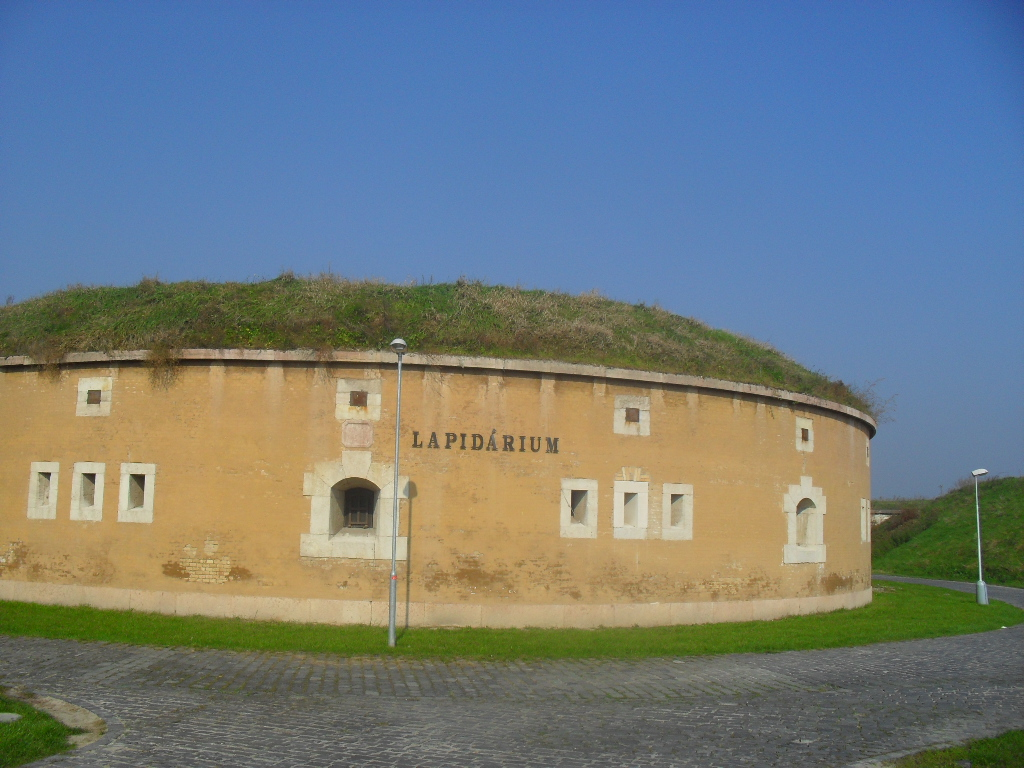
Die Bastion VI von Komorn, die sich heute auf der slowakischen Seite der geteilten Stadt befindet, besitzt heute die größte Sammlung römischer Steindenkmäler in der Slowakei.

Soweit nicht durch Raubgrabungen auf dem Kunstmarkt verstreut, befindet sich eine große Zahl an Funden in den Museen von Komárom (György Klapka Múzeum, Römisches Lapidarium im Fort Igmánd), Pozsony, im Kuny Domokos Megyei Múzeum in Tata sowie im Ungarischen Nationalmuseum in Budapest. Die erhalten gebliebenen Steindenkmäler können außerdem in der Bastion VI im slowakischen Teil von Komárom studiert werden. Einige – wie Sarkophage und zwei Meilensteine – sind auf dem Hauptplatz und am Westrand von Komárom im öffentlichen Raum ausgestellt.